# Водоспади Лівінгстона
Водоспади Лівінгстона (фр. Chutes Livingstone, англ. Livingstone Falls) — група водоспадів та порогів на нижній течії Конго в екваторіальній частині Африки (Демократична Республіка Конго).

## Географія
Лівінгстон має характер швидше сегментних річкових порогів ніж водоспаду і належить до системи порогів та водоспадів Лівінгстона (серія із 32 порогів та водоспадів) та лежить у верхній її частині, сюди, також належить водоспад Інга. Водоспад розташований в західній частині Демократичної Республіки Конго у нижній течії річки Конго, в північній частині провінції Центральне Конго на кордоні із Республікою Конго.
Загальна висота всієї системи водоспаду становить 260 м, ширина коливається від 300 до 700 м, довжина — до 354 км. Сам водоспад Лівінстон у середньому щосекунди пропускає 39 500 м³ води, а в період повеней витрата води може сягати 69 376 м³/с. За цим показником водоспад вважають другим у світі після водоспаду Інга.

## Історія
Водоспад відкритий 1877 року відомим британським журналістом та мандрівником Генрі Мортоном Стенлі, який вивчав русло річки Конго і назвав його на честь шотландського дослідника-місіонера Девіда Лівінгстона, знаменитого дослідника Африки, який так і не побував у цих місцях.